# Alexander Lion
Pour les articles homonymes, voir Lion (homonymie).
Alexander Franz Anton Lion est né le 15 décembre 1870 et est mort le 2 février 1962, avec Maximilien Bayer, il est le cofondateur du mouvement Scout allemand.

## Biographie
Alexander Lion est né à Berlin,, il est le deuxième fils d'une famille de six enfants. Son père était un banquier Juif Max Lion et sa mère est Cäcilia Loeser. À l'âge de 16 ans, il quitte la communauté Juive, et plus tard il rejoint l'église catholique en se faisant baptiser.
À l'âge de 19 ans, le 5 août 1889, Il est récompensé d'une médaille de bronze de l'Ordre d'Orange-Nassau, après avoir sauvé la vie d'un garçon de la noyade.
Il a appris le français à l'école secondaire et a également pris des cours privés pour apprendre l'anglais. Après avoir quitté l'école, il a étudié la médecine à l'Université de Wurtzburg, Berlin et Kiel.
À Pâques 1893 il rejoint l'armée Bavaroise en tant que bénévole.
Entre 1904 et 1906, il a servi comme chirurgien au cours du massacre des Héréros et des Namas dans le Sud-Ouest africain allemand,,. Durant cette période, il rencontre l'homme avec qui il allait créer la branche allemande du Mouvement Scout, Maximilien Bayer.